# 加拿大共产党（安大略）
加拿大共产党（安大略）（英語：Communist Party of Canada (Ontario)）是加拿大共产党在安大略省的分支。该党成立于1921年。它的意识形态是共产主义、马克思列宁主义。它的政治立场是左翼。该党总部位于多伦多丹佛斯大道290A号。该党的领袖是德鲁·加维，主席是戴夫·麦基。